# True North
True North es el decimosexto álbum de estudio de la banda de punk rock y hardcore melódico californiana Bad Religion.
El álbum fue publicado el 22 de enero de 2013 a través de la discográfica Epitaph Records. Está compuesto por 16 canciones.

## Lista de canciones
| True North |                             |              |          |  |
| N.º        | Título                      | Escritor(es) | Duración |  |
| 1.         | «True North»                | Graffin      | 1:56     |  |
| 2.         | «Past Is Dead»              | Graffin      | 2:39     |  |
| 3.         | «Robin Hood in Reverse»     | Gurewitz     | 2:53     |  |
| 4.         | «Land of Endless Greed»     | Graffin      | 1:53     |  |
| 5.         | «Fuck You»                  | Graffin      | 2:14     |  |
| 6.         | «Dharma and the Bomb»       | Gurewitz     | 2:00     |  |
| 7.         | «Hello Cruel World»         | Gurewitz     | 3:50     |  |
| 8.         | «Vanity»                    | Gurewitz     | 1:01     |  |
| 9.         | «In Their Hearts Is Right»  | Graffin      | 1:59     |  |
| 10.        | «Crisis Time»               | Graffin      | 2:39     |  |
| 11.        | «Dept. of False Hope»       | Gurewitz     | 2:40     |  |
| 12.        | «Nothing to Dismay»         | Graffin      | 2:07     |  |
| 13.        | «Popular Consensus»         | Graffin      | 1:53     |  |
| 14.        | «My Head Is Full of Ghosts» | Gurewitz     | 1:46     |  |
| 15.        | «The Island»                | Graffin      | 1:28     |  |
| 16.        | «Changing Tide»             | Graffin      | 2:23     |  |
| 36:17      |                             |              |          |  |

## Personal
- Greg Graffin - voz
- Brett Gurewitz - guitarra, productor, voz en "Dharma and the Bomb"
- Brian Baker - guitarra
- Greg Hetson - guitarra
- Jay Bentley - bajo
- Brooks Wackerman - batería